# The Law of Sacrifice
The Law of Sacrifice (conocido en español como La Ley del Sacrificio) es el décimo octavo episodio de la tercera temporada de la serie de televisión estadounidense de drama sobrenatural y policíaco: Grimm. El guion principal del episodio fue coescrito por los guionistas Michael Duggan y Michael Golamco, y la dirección general estuvo a cargo de Terrence O'Hara.
El episodio se transmitió originalmente el 11 de abril del año 2014 por la cadena de televisión estadounidense NBC. Para la emisión de Hispanoamérica, el estreno se llevó a cabo el 28 de abril del 2014 por el canal Universal Channel.
El capítulo entero está dedicado a seguir la trama de la huida de Adalind y su bebé real, perseguida por la nobleza wesen comandada por Viktor. Adalind busca protección con el capitán Renard, padre de la bebé que ha recibido el nombre de Diana, pero la Verrat la encuentra en cuestión de horas. Viktor mismo va a Portland y amenaza con matarlos a todos si no entregan a la bebé. Renard sabe que no tiene opción y pese a la desesperada resistencia de Adalind, busca una salida con la colaboración de Nick, su madre y Hank.

## Título y argumento
"La Ley del sacrificio" es una expresión que en inglés está asociada con la Biblia, debido a su uso en Levítico 7-11: 

And this is the law of the sacrifice of peace offerings, which he shall offer unto the LORD.

En español en cambio, la Biblia no utiliza la expresión "ley del sacrificio", sino "ritual del sacrificio": 

Este es el ritual del sacrificio de comunión que se ofrece al Señor.

Vinculado a la noción de sacrificio, el epígrafe del capítulo corresponde al cuento "Rumpelstiltskin" de los hermanos Grimm, según la traducción al inglés de Margaret H. Lippert (1993): La frase utilizada en el capítulo, con sus correspondientes versiones en español, dice:

Original en inglés
The Queen was terrified and offered the little man all the riches of the kingdom, if only he would leave the newborn child alone.
Versiones en español
HispanoaméricaLa reina estaba aterrada que ofreció al hombre todas las riquezas del reino, si dejaba a su hija recién nacida en paz.
EspañaLa reina se horrizó y ofreció al enano todas las riquezas del reino a cambio de que se olvidara del recién nacido.

## Argumento
El capítulo entero está dedicado a seguir la trama de la huida de Adalind y su beba real, perseguida por la nobleza wesen comandada por Viktor. Adalind busca protección con el capitán Renard, padre de la bebé que ha recibido el nombre de Diana, y se refugia en su casa, pero la Verrat la encuentra en cuestión de horas y ataca el departamento con un grupo de tareas liderado por un agente del FBI. Afortunadamente Nick y su madre Kelly, llegan al lugar y logran rechazar el ataque. Transitoriamente buscan refugio para Adalind y la beba en la casa de Monroe y Rosalee. Los poderes telequinéticos de Diana dejan anonadados a todos. Viktor en persona va a Portland y se entrevista con el capitán Renard en la comisaría: si no entrega al bebé asesinará a todos los involucrados y sus familias. Renard sabe que no puede impedir que Viktor haga real la amenaza y logra bajo engaños quitarle la beba a Adalind, para entregársela a Viktor. El Kelly, la madre de Nick que debió vivir con su tía toda su infancia, la que le dice a Adalind, que a veces hay que renunciar a lo que más se ama. Cuando Adalind se da cuenta ya es tarde y cae de rodillas en la calle por el sufrimiento, destruyendo con sus poderes los vidrios de todos los autos estacionados alrededor. Cuando Viktor está subiendo al avión de vuelta, un grupo comando que parece de la Resistencia wesen alemana, secuestra a Diana. Se trataba en realidad de Renard, Nick, Kelly, Hank y Monroe, quien con sus conocimientos del alemán facilitó el engaño. En la última escena, Kelly conduce una cuatro por cuatro, en la que lleva a la bebé Diana, bien lejos de Portland.

## Elenco regular
- David Giuntoli como Nick Burkhardt.
- Russell Hornsby como Hank Griffin.
- Bitsie Tulloch como Juliette Silverton.
- Silas Weir Mitchell como Monroe.
- Sasha Roiz como el capitán Renard.
- Bree Turner como Rosalee Calvert.
- Claire Coffee como Adalind Schade.
- Reggie Lee como el sargento Wu.